# Тодор Иванчов
Тодор Иванчов е български политик от Либералната партия. Той е министър-председател на България между 13 октомври 1899 г. и 25 януари 1901 година.
Иванчов е народен представител в III велико народно събрание (1886 – 1887 г.) и в V (1887 – 1889 г.) и X (1899 – 1900 г.) Обикновено народно събрание.

## Биография

### Произход, образование и работа
Роден в Търново, Тодор Иванчов завършва Робърт колеж в Цариград и учи три години медицина в Монпелие. След Освобождението се завръща в България като учител в Дряново (1878 – 1879), директор на Педагогическото училище в Кюстендил (1880 – 1883), а след това – директор на Статистическото бюро в София.

### Политическа кариера (1899 – 1901)
Активен деятел на Либералната партия, Тодор Иванчов участва в първото правителство на Васил Радославов (1886 – 1887) и в правителството на Димитър Греков (1899). След това сам оглавява 19 и 20 правителство на България (1899 – 1901). При неговото управление е възстановен натуралният десятък, което предизвиква селски бунтове, потушени със сила (1899). През 1903 г. Иванчов е осъден от Първия държавен съд за финансови злоупотреби, но е помилван няколко месеца по-късно.
Като министър на народното просвещение през 1899 г. Иванчов публикува първия официален правопис на българския език.

### Смърт
Тодор Иванчов умира на 1 януари 1905 в Париж, Франция. Не е известно къде е погребан.